# 無內胎輪胎
无内胎轮胎俗稱真空胎，是一种沒有内胎的充气轮胎，空气直接压入輪胎中。轮胎内壁有一层很薄的橡胶层（密封层），稱為气密衬层。气密衬层被固定在轮辋上。无内胎轮胎的特点是，钉子刺破轮胎后，輪胎能紧裹穿刺物，内部空气不会立即泄掉。即使将穿刺物拔出，密封层也能保持胎内气压。

## 历史
Killen Tire于1928年申请無內胎輪胎专利。固特异的子公司Wingfoot Corporation于1944年在南非成功申請無內胎輪胎的专利。
百路馳的員工弗蘭克·赫扎格于1946年申请了一项专利。截至1955年，无内胎轮胎成为新车的标配。